# Serey Die
Sereso Geoffroy Gonzaroua Die, född 7 november 1984 i Abidjan, mer känd som Serey Die, är en ivoriansk fotbollsspelare (mittfältare) som spelar för FC Sion i Schweiziska superligan.